# Mimi Vitzthumb
Anne-Marie "Mimi" Vitzthumb, död efter 1777, var en franskspråkig operasångare och skådespelare. Hon tillhörde de mer betydande scenkonstnärerna vid La Monnaie i Bryssel mellan 1772 och 1777. 
Hon var dotter till Ignaz Vitzthumb, direktör vid Monnaie 1772-77, och syster till operasångaren Marie-Francoise Vitzthumb. Hon gifte sig med operasångaren Henri Mees (1757-1820) och blev mor till kompositören Joseph-Henri Mees. 
Vitzthumb var verksam som sångare både vid den franska opera (Opéra francaise) och den flamländska opera (Opéra flamand) som med framgång introducerades på Monnaie under hennes fars tid som direktör där. Opéra flamand turnerade också i provinserna. Hon intog viktiga roller i dessa produktioner och kom att bli en populär och omtalad artist. Som medlem i båda operasällskap och därmed i åtnjutande av dubbel lön, kom hon att bli föremål för kritik i den konflikt som uppstod mellan det franska och det flamländska sällskapet, som räknas som det kanske första flamländska opera- eller teatersällskapet och kom att uppfattades som en rival av det franska sällskapet. Vitzthumb blev då föremål för faderns kritiker och blev vid åtminstone ett tillfälle offentligt utbuad från scenen i en aktion arrangerad av de franska aktörernas anhängare som anklagade hennes far för nepotism och orättfärdigt gynnande av sina tvåspråkiga döttrar. 